# Teodorico de Oldemburgo
Teodorico de Oldemburgo (en alemán: Dietrich von Oldenburg 1390-14 de febrero de 1440), apodado el Afortunado, fue un señor feudal alemán, conde de Oldemburgo y Delmenhorst.
Fue llamado " Teodorico Fortunato" porque él fue capaz de asegurar Delmenhorst para su rama de los Oldemburgos.

## Biografía
Teodorico era hijo de Cristián V de Oldemburgo (que se convirtió en conde aproximadamente en 1398 y murió en 1423) y su esposa, la condesa Inés de Honstein (c. 1410/60). Su abuelo, Conrado I de Oldemburgo (m. ca. 1368) había dejado sus tierras divididas entre el padre y el tío de Teodorico, Conrado II.
Su primera esposa fue Adelheid von Oldenburg-Delmenhorst, quien falleció 1404. Se casó después con la princesa Heilwig von Holstein (1398-1436), hermana del duque Adolfo VIII de Holstein ambos descendientes de Adolfo I(primer duque de Holstein). Su primer hijo fue Cristián de Oldemburgo, que se convirtió en Rey de Dinamarca, Suecia y Noruega, como Cristián I y fue también Conde de Oldemburgo y Duque de Holstein. 
Mucho de después de Cristián I, a la muerte de su hijo Federico I, Holstein se dividió en dos, una parte para Cristián III y otra para Adolfo de Holstein-Gottorp. Cristián III es ancendente de la ramas de los Oldemburgo Gluckburg (Reyes de Dinamarca, Islandia, Grecia y Noruega); Augustemburg (Duques de Augustemburgo y Scleswig-Holstein) y Adolfo Holstein-Gorttop (Zares de Rusia, Reyes de Suecia, Noruega y Duques de Oldemburgo). Los Emperadores rusos utilizan la Dinastía Holstein-Gorttop, con el nombre Romanov porque antes que los Romanov se unieran a los Holstein-Gorttop la Casa Imperial rusa aún se llamaba Romanov.
La dinastía de Teodorico de Oldemburgo actualmente reina aún en Dinamarca y Noruega con sus reyes Margarita II y Harald V descendientes lejanos de Teodorico. También es antepasado directo del actual rey Felipe VI de España por parte de su madre, la reina Sofía.
- Datos: Q564115
- Multimedia: Dietrich, Count of Oldenburg / Q564115